# Ann Packer
Ann Packer MBE, född 8 mars 1942 i Moulsford i Oxfordshire, är en brittisk före detta friidrottare som under 1960-talet tävlade i medeldistanslöpning.
Packer var med i det brittiska stafettlag på 4 x 400 meter som blev bronsmedaljörer vid EM 1962 i Belgrad och som blev silvermedaljörer vid samväldesspelen 1962 i Perth. 
Packer deltog vid Olympiska sommarspelen 1964 i Tokyo. Ursprungligen hade hon tänkt att bara springa favoritdistansen 400 meter, men  efter att ha slutat på andra plats, slagen med två tiondelar av Australiens Betty Cuthbert, valde hon att även springa 800 meter. Det var en distans som Packer hade sprungit bara fem gånger tidigare. Efter att ha knappt tagit sig vidare från försöken gjorde hon sitt livs lopp i finalen och spurtade förbi den ledande Maryvonne Dupureur från Frankrike och vann olympiskt guld på det nya världsrekordet 2.01,1. 
Efter OS i Tokyo avslutade hon sin aktiva karriär.